# Eurostrand
Het Eurostrand (officieel Euro-Recreatiecentrum) was een recreatiepark in Westerhoven, gemeente Bergeijk.

## Geschiedenis

### Beginjaren
Vanaf de jaren vijftig ontstond op de toenmalige Westerhovense Heide door zandafgraving van Meindert Eigenbergs zandwinningsbedrijf De Kempen een plas met helder schoon water. Het water werd al snel in de omgeving bekend als "De Put" en werd vaak gebruikt als recreatiegebied. Dit was tot grote ergernis van Eigenbergs. Zwemmen was namelijk levensgevaarlijk en het water was op plaatsen vijf meter diep. Eigenbergs liet ter afschrikking borden plaatsen met doodskoppen en de tekst "levensgevaarlijk", dit zorgde echter niet tot minder recreanten.
Eigenbergs besloot om het water zelf te exploiteren en gaat in overleg met de gemeente voor de aanleg van een recreatiecentrum. In 1958 kondigde Eigenbergs groots aan dat het water veiliger gemaakt zou worden, er een camping aangelegd ging worden evenals een zwembad en 60 bungalows. Door gebrek aan financiering kwam er echter niets terecht van deze plannen. Inmiddels vroeg Eigenbergs wel al entree voor toegang tot de plas. In 1959 werd gestart met het saneren van de bodem om de plas veiliger te maken, de overige plannen voor de uitbreiding van het recreatiegebied werden echter uitgesteld.

### Euro-Recreatiecentrum en Eurostrand
Op 16 mei 1960 werd uiteindelijk gestart met de bouw van het recreatiecentrum. Onder het toeziend oog van diverse toeschouwers en media legde burgemeester Frans Schram van Westerhoven de eerste steen voor het Euro-Recreatiecentrum Westerhoven. Vanaf dat moment heette "De Put" officieel "Euro-Recreatiecentrum". De investering voor het recreatiecentrum bedroeg in totaal 120.000 gulden waarvan 50.000 gulden bestemd was voor het kleedgebouw. Om de investering terug te verdienen startte Eigenbergs met het maken van reclame voor het recreatiecentrum en gingen de toegangsprijzen omhoog. Waar recreanten voorheen drie gulden betaalden voor een seizoenskaart kostte een seizoenskaart toen 12,50. Dagkaarten waren verkrijgbaar voor één gulden en een knipkaart voor vijftien dagen voor tien gulden. Alle prijzen waren inclusief parkeren en het gebruik van de kleedkamers, douches, toiletten en garderobes.
Op 1 april 1961 werd het recreatiecentrum officieel geopend door de commissaris van de Koningin in de provincie Noord-Brabant Constant Kortmann. Het Euro-Recreatiecentrum kreeg in de volksmond al snel de naam "Eurostrand". Bij de opening besloeg Eurostrand zeventien hectare aan water en bood het gelegenheid tot zwemmen, waterskiën en het varen met motorboten. Ook stond er de grootste speeltuin van West-Europa met ruim 60 attracties en speeltuigen. Ook opende het retrorestaurant en een groot kampeerterrein. Het eerste jaar was een succesvol jaar, het aantal bezoekers zou volgens de eigenaar rond de 100.000 zijn geweest, volgens kranten lag het aantal echter dichter bij de 30.000.
Door het succes werd Eurostrand uitgebreid met een grotere camping, kwamen er nieuwe attracties in de speeltuin, werd er een grote overdekte tribune gebouwd waar mensen onderdak konden vinden bij slechter weer en kwam er een waterskicarrousel. De waterskicarrousel was uniek voor die tijd. Rond een grote boei voer een klein motorbootje dat vanaf de wal elektrisch bediend kon worden. Het bootje was met een kabel van vijftig meter aan de boei verbonden, achter het bootje kon een skiër met elke snelheid varen.
Na een bezoek aan de Butlin-parken in Engeland kreeg Eigenberg in 1963 opnieuw inspiratie voor het bouwen van bungalows bij Eurostrand. Zijn ideeën werden breed uitgemeten in de kranten, maar door gebrek aan investeerders kwamen de bungalows opnieuw weer niet van de grond.
In 1966 kondigde Eigenberg aan dat het park een permanente kunstijsbaan zou krijgen die zowel in de zomer als winter gebruikt kan worden. Ook zouden er voor 1971 bungalows gebouwd gaan worden en zou er permanente huisvesting voor 2000 personen gerealiseerd worden. De daarop volgende jaren veranderde er echter weinig, buiten de aanschaf van enkele nieuwe speeltoestellen. De hevige concurrentie van andere recreatiegebieden en de opkomst van pretparken zorgden er voor dat Eurostand besloot uit te breiden met de aanschaf van een nieuwe attractie.
In 1972 breidde het park uit met de aanschaf van een havenmaquette en stoeltjeslift. De maquette en stoeltjeslift waren afkomstig van het evenement Communicatie 70. De bouw van de maquette kostte destijds 1,8 miljoen gulden en is voor 35.000 gulden aan Eurostrand verkocht. De maquette werd naast het park opgebouwd en kreeg de naam Eurodam, een knipoog naar het succesvolle Madurodam. Eurodam was opgebouwd uit 834 verschillende plateaus en omvatte 300 meter kademuur. De verlichting bestond uit 28.000 lampjes. Eurodam opende op 11 september 1972 de deuren voor zijn bezoekers.

### Burmah Castrol
In 1972 verkoopt Eigenberg het park voor een onbekend bedrag aan Ter Huurne. Deze had grootte plannen voor het park, waaronder het bouwen van bungalows. Hetzelfde jaar tijdens het opbouwen van Eurodam startte nog de bouw van 60 bungalows. Nog geen jaar later, in 1973, verkoopte Ter Huurne het park aan Burmah-Castrol. Burmah-Castrol had op dat moment een groot belang in de productie en verkoop van tabbert caravans. Onderdeel van deze strategie was het bouwen van een Europees netwerk met campings waar de caravans een standplaats kunnen krijgen. De nieuwe bungalows op het park leken een groot succes, en Burmah-Castrol besloot het aantal bungalows met 110 stuks uit te breiden. 
Vanwege de oliecrisis werd besloten om de bungalows met behulp van externe investeerders te bouwen. Deze investeerder werd uiteindelijk gevonden in de verzekeringsmaatschappij Delta Lloyd. De bungalows die gebouwd werden, staan nog in het park en worden vaak "PTT-Bungalows" genoemd naar de periode dat deze uitsluitend via de PTT-Reisbureaus te huur waren. Door de oliecrisis en de daaropvolgende recessie besloot Burmah-Castrol te gaan bezuinigen. Plannen voor meer bungalows en nieuwe attracties werden geschrapt en de havenmaquette Eurodam werd vanwege tegenvallende resultaten in 1974 gesloten en te koop gezet. De toestand van de maquette was door achterstallig onderhoud slecht. Er werd geschat dat er minstens 150.000 gulden nodig zou zijn om de maquette te herstellen. Een van de geïnteresseerden was de Euromast, echter na onderzoek bleek het project te duur en onvoldoende winstgevend. In 1975 werd daarom besloten om de maquette te slopen.

### Verkoop aan Sporthuis Centrum
Door de aanhoudende financiële situatie besloot Burmah-Castrol zich in 1976 terug te trekken uit de recreatiemarkt. Na gesprekken met vele partijen werd uiteindelijk Sporthuis Centrum de nieuwe eigenaar voor een bedrag van zes miljoen gulden. Geschat wordt dat Burmah-Castrol vele miljoenen verlies gemaakt heeft op Eurostrand. De aanschaf in 1973 wordt geschat op acht miljoen, en de investeringen van Burmah in het park zouden rond de zes miljoen liggen. De overname door Sporthuis Centrum was opmerkelijk. De parken van Sporthuis Centrum stonden bekend om hun bosrijke omgeving. Een sterk contrast met Eurostrand waar alle bomen consequent gekapt waren om grote lege weides aan te leggen voor de camping.
Sporthuis Centrum kondigde aan de eerste vijf jaar niets te willen veranderen aan Eurostrand. In 1981 startte Sporthuis Centrum met een grote verbouwing. De veelal vaste campinggasten werden verzocht om het park te verlaten en er werden een groot aantal bungalows gebouwd. De lege weides werden volgeplant met bomen en de vele typische Sporthuis Centrum elementen zoals sporthallen, tennisbanen, bolle lantaarnpalen en een kerkje werden toegevoegd.
In 1983 heropende het park onder de naam De Kempervennen en kwam er een einde aan Eurostrand.

## Trivia
- Het naast het park gelegen Eurocircuit was vroeger eveneens onderdeel van het Eurostrand. De naam van dit circuit herinnert hier nog aan. Het Eurocircuit werd opgericht door Tiny van Vlerken (schoonzoon van Meint Eigenberg) en Pierre Jonkers.
- De huidige Kempervennendreef waaraan het huidige Center Parcs-park gelegen is, droeg tot 1983 de naam Eurodreef.
- In het zwembad van De Kempervennen is een decoratief scheepsanker te vinden dat afkomstig is uit de Eurodam-maquette.
- Op het strand van De Kempervennen achter de receptie is nog een fundament zichtbaar van de oude stoeltjeslift.
- De bungalows achteraan op het park (zogenaamde PTT-bungalows) die thans niet meer regulier worden verhuurd, dateren nog uit de tijd van Burmah-parken. De bouw ervan werd gefinancierd door verzekeringsmaatschappij Delta Lloyd.